# Opius giganticornis
Opius giganticornis är en stekelart som beskrevs av Fischer 1974. Opius giganticornis ingår i släktet Opius och familjen bracksteklar. Inga underarter finns listade i Catalogue of Life.